# Hans Thoma
Pour les articles homonymes, voir Thoma.
Hans Thoma, né le 2 octobre 1839 à Bernau en Forêt-Noire et mort le 7 novembre 1924 à Karlsruhe, est un peintre allemand.
D'abord réaliste, son style évolua à partir des années 1880 vers une forme de symbolisme magique et fantastique, puisant dans la renaissance allemande.

## Biographie

Adam et Eve (1897), Saint-Pétersbourg, musée de l'Ermitage.

Après avoir commencé sa carrière en tant que décorateur d'horloges, Hans Thoma entre en 1859 à l'Académie de Karlsruhe, nouvellement construite, où il a notamment pour professeur Ludwig des Coudres.
Il travaille ensuite, dans les années 1860 à Düsseldorf.
À l'occasion d'un long séjour à Paris, il rencontre Gustave Courbet, qui eut une influence profonde sur son œuvre.
Puis, il partage sa carrière entre Munich et Francfort-sur-le-Main. Il fait partie, avec Wilhelm Trübner (1851-1917), du groupe de peintres de l'éphémère Cercle de Leibl formé après la guerre. Ils peignent ensemble des scènes de la vie rurale.
Il voyage  en Italie à Merano et Florence. Il est de ces « romains d'Allemagne » qui trouvent dans l'observation de l'art de la Renaissance les moyens d'une expression contemporaine, qui compta beaucoup dans la genèse du symbolisme européen de la fin du siècle.
Il est proche de Louis Eysen dont il défend le travail après sa mort et peint en compagnie d'artistes à Kronberg im Taunus.
En 1914, il est l'un des signataires du Manifeste des 93.

## Œuvre

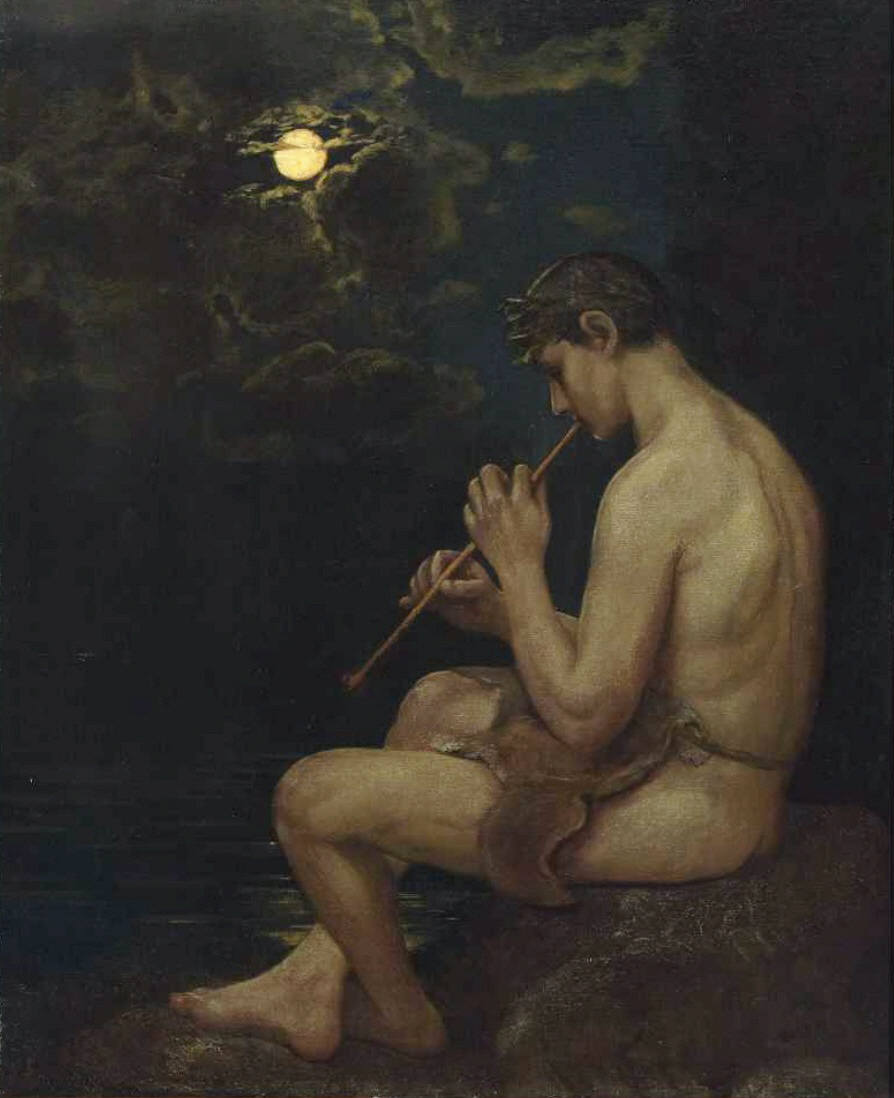
Endymion (1886), localisation inconnue.

Sa réputation et son talent sont bien établis après une exposition de 30 de ses toiles à Munich. En dépit de ses études, qui le mettent en contact avec les grands maîtres de l'époque, son style reste assez imperméable aux idées modernes. La peinture de Hans Thoma est davantage influencée par la jeunesse de l'artiste et sa région natale, où il juge la vie simple et idyllique, et par les premiers maîtres allemands, en particulier Albrecht Altdorfer et Lucas Cranach.
Ses paysages qui portent la marque de l'École de Barbizon et de l'impressionnisme naissant, s'en démarquent par leur teneur métaphysique.
- Paysage du Main, 1875, huile sur toile, 85 × 124 cm, Munich, Neue Pinakothek[3].
- La Fuite en Égypte, 1879, huile sur toile, 116 × 160 cm, Francfort-sur-le-Main, musée Städel[4].
- Paysage près d'Ermatingen, 1886, huile sur toile, 59 × 72 cm, Karlsruhe, Staatliche Kunsthalle[5].
- Sieste, 1889, huile sur toile, 88 × 117 cm, Paris, musée d'Orsay[2].
- Champ d'oliviers au lac de Garde, 1897, Dallas, musée d'Art de Dallas.
- Les Filles du Rhin, Lucerne, musée Richard-Wagner[6].

## Expositions
- Exposition « Hans Thoma, Wanderer zwischen den Welten » (« Hans Thoma, randonneur entre les mondes »), Baden-Baden, Musée des arts et techniques du XIXe siècle (de), septembre 2017-mars 2018.

## Bibliographie

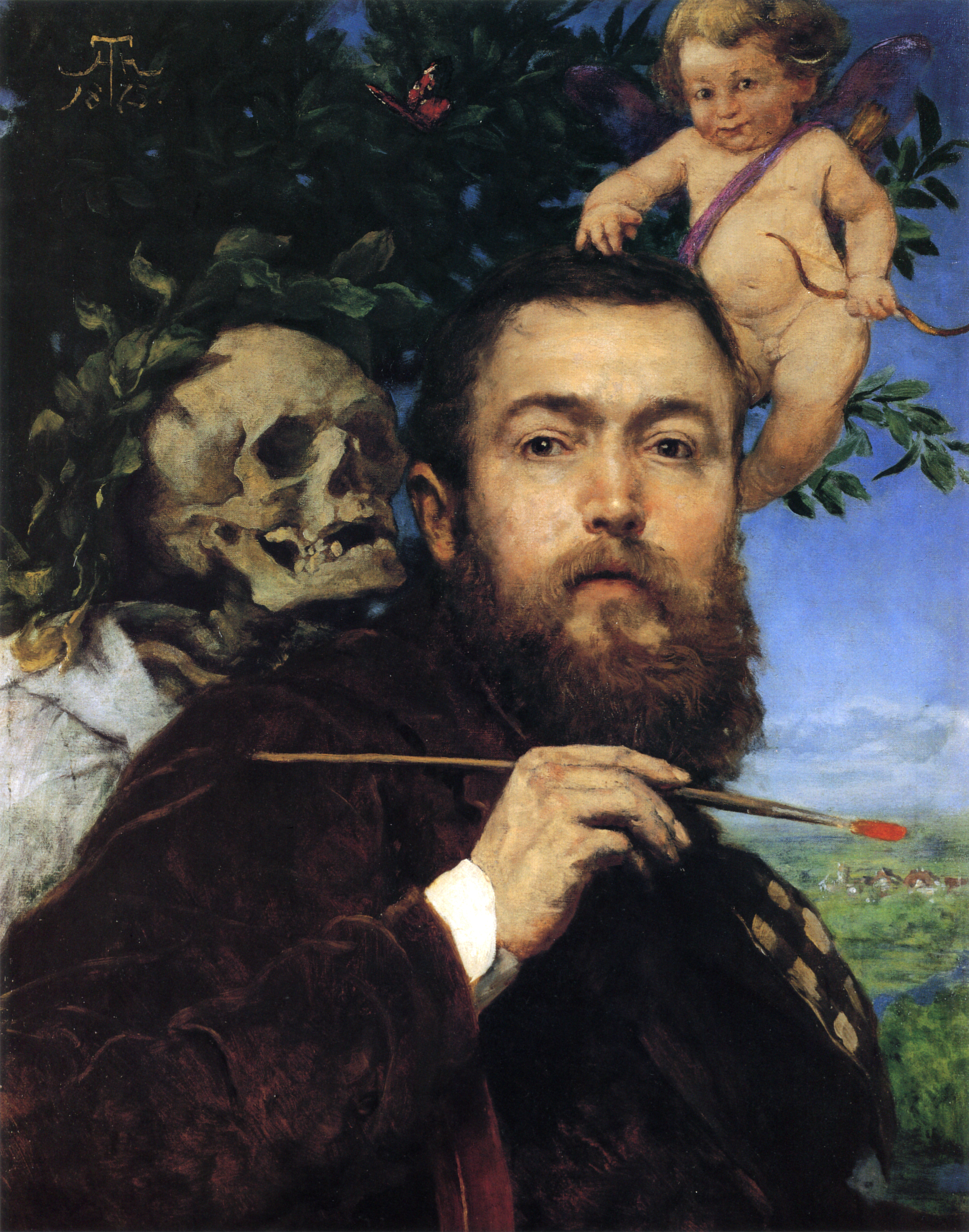
Autoportrait avec Amour et la Mort, 1875 - Karlsruhe Museum